# Sphaerodactylus richardi
Sphaerodactylus richardi — вид геконоподібних ящірок родини Sphaerodactylidae. Ендемік Куби. Вид названий на честь американського герпетолога Річарда Томаса.

## Поширення і екологія
Sphaerodactylus richardi мешкають на півострові Сапата на південному заході Куби, а також в прибережних районах між затоками Кочінос і Сьєнфуегос. Вони живуть на скелястих узбережжях, в широколистяних лісах, в напівсухих чагарникових заростях, серед вапнякових скель і заростей морського винограду. Відкладають яйця.

## Збереження
МСОП класифікує стан збереження цього виду як близький до загрозливого. Sphaerodactylus richardi загрожує знищення природного середовища. 